# SIR-Modell

Zeitlicher Verlauf der drei Gruppen S, I und R mit den Startwerten,, sowie Infektionsrate und Rate für die Gruppe R. Die Raten sind in der Zeiteinheit Tag. Die Definition von ist der im Haupttext angepasst.

Stehen weder Medikamente noch eine Impfung zur Verfügung, so kann man nur die Zahl der Ansteckungen durch geeignete Maßnahmen reduzieren. Diese Animation zeigt, wie sich eine Senkung der Infektionsrate um 76 % (von auf) auswirkt (die übrigen Parameter sind wie in der Grafik oben,, und). Die Angaben zu sind dem Artikeltext angepasst, die Werte in der Abbildung entsprechen mit.

Als SIR-Modell (susceptible-infected-removed model) bezeichnet man in der mathematischen Epidemiologie, einem Teilgebiet der theoretischen Biologie, einen klassischen Ansatz zur Beschreibung der Ausbreitung von ansteckenden Krankheiten mit Immunitätsbildung, der eine Erweiterung des SI-Modells darstellt. Benannt ist es nach der Gruppeneinteilung der Population in Suszeptible (S), das heißt Ansteckbare, Infizierte (I) und aus dem Infektionsgeschehen entfernte Personen (R), wie unten erläutert. Die Erweiterung des SIR-Modells unter Einbezug der Exponierten, also Personen, die infiziert, aber noch nicht ansteckend sind, wird mit dem SEIR-Modell beschrieben. Üblicherweise wird ein deterministisches, durch miteinander verknüpfte gewöhnliche Differentialgleichungen formuliertes Modell betrachtet, bei dem die Variablen kontinuierlich sind und großen Gesamtheiten entsprechen. Das Grundmodell kann beliebig erweitert werden und die Population in viele Gruppen unterteilen, wodurch detailliertere Analysen des Ausbreitungsgeschehens möglich werden. Es werden aber auch andere, insbesondere stochastische Modelle mit SIR bezeichnet, die mit dem deterministischen SIR-Modell die Gruppeneinteilung gemeinsam haben.
Das Modell stammt von William Ogilvy Kermack und Anderson Gray McKendrick (1927) und wird auch manchmal nach beiden benannt (Kermack-McKendrick-Modell). Die Autoren konnten damit trotz der Einfachheit des Modells gut die Daten einer Pestepidemie in Bombay 1905/06 modellieren.

## Differentialgleichungen
Beim SIR-Modell werden drei Gruppen von Individuen unterschieden: Zum Zeitpunkt {\displaystyle t} bezeichnet {\displaystyle S(t)} die Anzahl der gegen die Krankheit nicht immunen Gesunden (susceptible individuals), {\displaystyle I(t)} die Zahl der ansteckenden Infizierten (infectious individuals) sowie {\displaystyle R(t)} die Anzahl der aus dem Krankheitsgeschehen „entfernten“ Personen (removed individuals). Letzteres erfolgt entweder durch Genesen mit erworbener Immunität gegen die Krankheit oder durch Versterben. In anderer Lesart sind es die resistenten Personen. Weiterhin sei {\displaystyle N} die Gesamtzahl der Individuen, das heißt:
{\displaystyle N=I+S+R\;.}
Der einfacheren Schreibweise wegen wird die Zeitabhängigkeit bei {\displaystyle N=N(t),R=R(t),S=S(t),I=I(t)} im Folgenden weggelassen. Es gilt für jede Zeit {\displaystyle N(t)\geq 0}, {\displaystyle S(t)\geq 0}, {\displaystyle R(t)\geq 0}, {\displaystyle I(t)\geq 0}.
Im SIR-Modell werden eine Reihe von Annahmen gemacht:
- Jedes Individuum kann von einem Erreger nur einmal infiziert werden und wird danach entweder immun oder stirbt.
- Infizierte sind sofort ansteckend, eine Annahme, die im SEIR-Modell nicht getroffen wird.
- Die jeweiligen Raten sind konstant.
- Die durch die Infektion Verstorbenen werden wie die Immunisierten zu {\displaystyle R} gerechnet.

Dann sind die Ratengleichungen des SIR-Modells:
{\displaystyle {\frac {\mathrm {d} S}{\mathrm {d} t}}=\nu \,N-\beta {\frac {S\,I}{N}}-\mu \,S\;,}
{\displaystyle {\frac {\mathrm {d} I}{\mathrm {d} t}}=\beta {\frac {S\,I}{N}}-\gamma \,I-\mu \,I\;,}
{\displaystyle {\frac {\mathrm {d} R}{\mathrm {d} t}}=\gamma \,I-\mu \,R\;,}
mit den Raten:
{\displaystyle \gamma } Rate, mit der infizierte Personen in der Zeiteinheit genesen oder sterben (da die Toten auch zu {\displaystyle R} gerechnet werden)
{\displaystyle \mu } allgemeine Sterberate pro Person einer Population (also „pro Kopf“)
{\displaystyle \nu } Geburtsrate pro Person einer Population (also „pro Kopf“)
{\displaystyle \beta } Rate, die die Anzahl neuer Infektionen angibt, die ein erster infektiöser Fall pro Zeiteinheit verursacht. {\displaystyle {\frac {\beta }{N}}} wird auch als Transmissionsrate oder Transmissionskoeffizient bezeichnet.
{\displaystyle \beta } kann weiter aufgeschlüsselt werden: {\displaystyle \beta =q\cdot \kappa }, mit der Kontaktrate {\displaystyle \kappa } und der Wahrscheinlichkeit {\displaystyle q} einer Infektionsübertragung bei Kontakt.
Die Infektionsrate (englisch force of infection) {\displaystyle \lambda }, also die „pro Kopf“-Rate, mit der suszeptible Personen infiziert werden, ist
{\displaystyle \lambda =\beta {\frac {I}{N}}}
wobei {\displaystyle {\frac {I}{N}}} den Anteil infizierter Personen an der Gesamtbevölkerung und damit die Wahrscheinlichkeit des Kontakts mit einer infizierten Person darstellt. Es werden {\displaystyle \lambda S} Personen pro Zeiteinheit infiziert.
Vernachlässigt man die Geburts- und Sterberaten {\displaystyle \mu =\nu =0} (N ist dann konstant), ergeben sich die Gleichungen:
{\displaystyle {\frac {\mathrm {d} S}{\mathrm {d} t}}=-\beta {\frac {S\,I}{N}}\;,}
{\displaystyle {\frac {\mathrm {d} I}{\mathrm {d} t}}=\beta {\frac {S\,I}{N}}-\gamma \,I\;,}
{\displaystyle {\frac {\mathrm {d} R}{\mathrm {d} t}}=\gamma \,I\;.}
Die Gleichungen sind ähnlich den Lotka-Volterra-Gleichungen in Räuber-Beute-Systemen und gekoppelten Bilanzgleichungen auf vielen anderen Gebieten (Replikatorgleichungen).
In der Literatur wird zuweilen eine Variante der Gleichungen benutzt, in die der Transmissionskoeffizient {\textstyle {\frac {\beta }{N}}} eingeht und dabei oft ebenfalls mit {\textstyle \beta } bezeichnet wird, obwohl er einen anderen Wert hat: Ist etwa {\textstyle N=1000} und unser Koeffizient oben {\textstyle \beta =0{,}4}, so muss in die Variante der Differentialgleichung der Wert {\textstyle 0{,}0004} eingesetzt werden. Verwenden wir der Klarheit halber einen anderen Bezeichner {\textstyle {\tilde {\beta }}}, so schreibt sich die erste Differentialgleichung in der Variante:
{\displaystyle {\frac {\mathrm {d} S}{\mathrm {d} t}}=-{\tilde {\beta }}S\,I\;.}

## Basisreproduktionszahl und Verlauf einer Epidemie
Die Basisreproduktionszahl ist
{\displaystyle R_{0}={\frac {\beta }{\gamma }}}
beziehungsweise
{\displaystyle R_{0}={\frac {\beta }{\gamma +\mu }}}
Hierbei wird die übliche Bezeichnung für die Basisreproduktionszahl benutzt (sie ist nicht mit dem Anfangswert {\displaystyle R(0)} der Anzahl resistenter Personen zum Zeitpunkt {\displaystyle t=0} zu verwechseln, der zuweilen auch mit {\displaystyle R_{0}} bezeichnet wird).
Die Basisreproduktionszahl {\displaystyle R_{0}} gibt an, welche Anzahl an weiteren Infektionen eine infizierte Person (während der Gesamtdauer ihrer infektiösen Periode) in der Anfangszeit der Epidemie in einer komplett suszeptiblen Bevölkerung verursacht. Neben {\displaystyle \beta } tritt hier noch der Faktor {\displaystyle {\frac {1}{\gamma }}} auf, der die Dauer der infektiösen Periode angibt. In der Anfangszeit einer Epidemie kann man näherungsweise Geburts- und Sterberaten vernachlässigen, also {\displaystyle \mu =\nu =0} setzen; dann erhält man die am Schluss des letzten Abschnitts angegebene Form der SIR-Gleichungen. Für den Beginn einer Epidemie muss {\displaystyle {\frac {\mathrm {d} I}{\mathrm {d} t}}>0} sein und folglich (da am Anfang {\displaystyle N\approx S} gilt) gemäß den SIR-Gleichungen {\displaystyle \beta >\gamma } und somit {\displaystyle R_{0}={\frac {\beta }{\gamma }}>1} (siehe auch den folgenden Abschnitt über die diskretisierte Form der Gleichungen).
Im weiteren Verlauf wächst nach den SIR-Gleichungen die Zahl der Infizierten {\displaystyle I}, wenn {\displaystyle {\frac {\mathrm {d} I}{\mathrm {d} t}}=I\,\left(\beta {\frac {S}{N}}-\gamma \right)>0}, also {\displaystyle \beta {\frac {S}{N}}>\gamma } und damit
{\displaystyle R_{0}{\frac {S}{N}}>1}
Links steht das Produkt aus Basisreproduktionszahl und Anteil {\displaystyle {\frac {S}{N}}} der Infizierbaren (Suszeptiblen) an der Population. Letzterer ist gleichzeitig die Wahrscheinlichkeit, bei einem Kontakt auf einen Infizierbaren zu treffen. Die Ungleichung ist gleichbedeutend mit
{\displaystyle S>{\frac {N}{R_{0}}}}
Das Wachstum der Infizierten nimmt ab (Abflauen bzw. Ende der Epidemie), falls {\displaystyle S} den Wert {\displaystyle \rho ={\frac {N}{R_{0}}}} unterschreitet. Bei einem Wert der Basisreproduktionszahl {\displaystyle R_{0}=2} wäre das die Hälfte der Bevölkerung und bei {\displaystyle R_{0}=3} ein Drittel, so dass im ersten Fall die Hälfte und in letzterem Fall zwei Drittel der Population infiziert oder resistent sind, d. h. nicht mehr empfänglich für eine Infektion sind; man spricht dann von „Herdenimmunität“.
Im Sinne der mathematischen Stabilitätstheorie ist die Herdenimmunität die Stabilität des Zustands ohne Infektion,  der im Fall {\displaystyle \nu =\mu } durch die konstante Lösung S = N, I = 0, R = 0 des obigen Gleichungssystems beschrieben wird. Der Zustand ohne Infektion ist stabil wenn {\displaystyle R_{0}<1} ist, und er ist instabil, wenn {\displaystyle R_{0}>1} ist. In diesem Fall existiert eine zweite konstante Lösung, nämlich
{\displaystyle S={\frac {N}{R_{0}}}} ,
{\displaystyle I={\frac {\mu }{\beta }}N\,(R_{0}-1)},
{\displaystyle R={\frac {\gamma }{\beta }}N\,(R_{0}-1)}.
In der realen Welt entspricht dieser Lösung ein Zustand, in dem die Infektion endemisch ist.
Bei Influenza liegen beispielsweise die Basisreproduktionszahlen üblicherweise zwischen 2 und 3.

## Diskretisierte Form der Differentialgleichungen
Die diskretisierte Form der Differentialgleichungen mit Zeitschritt {\displaystyle \Delta t} lautet:
{\displaystyle S(t)-S(t-\Delta t)=-\beta \,\Delta t\,{\frac {S(t-\Delta t)}{N}}\,I(t-\Delta t):=-I_{\text{new}}(t)}
{\displaystyle R(t)-R(t-\Delta t)=\gamma \,\Delta t\,I(t-\Delta t):=R_{\text{new}}(t)}
{\displaystyle I(t)-I(t-\Delta t)=\left(\beta \,{\frac {S(t-\Delta t)}{N}}-\gamma \right)\,\Delta t\,I(t-\Delta t)=I_{\text{new}}(t)-R_{\text{new}}(t)}
{\displaystyle I_{\text{new}}(t)} entspricht der Zahl neu Infizierter Personen im Beobachtungszeitraum {\displaystyle \Delta t}, also dem was auch in den offiziellen Statistiken als Zahl Neuinfizierter auftaucht, wobei in der Praxis Korrekturen für Meldeverzug und anderes angebracht werden. Häufig wird ein Tag als Zeiteinheit und als Beobachtungszeitraum für die Meldung gewählt und {\displaystyle \Delta t=1} gesetzt.
Für die Ableitung der Basisreproduktionszahl betrachte man die diskretisierte Form (Schritt {\displaystyle \Delta t}) der Differentialgleichung für {\displaystyle I(t)}:
{\displaystyle I(t)-I(t-\Delta t)=\left(\beta \,{\frac {S(t-\Delta t)}{N}}-\gamma \right)\,\Delta t\,I(t-\Delta t)}
Mit der Dauer der infektiösen Periode {\displaystyle D={\frac {1}{\gamma }}} eingesetzt für {\displaystyle \Delta t} und nach Definition der Basisreproduktionszahl {\displaystyle R_{0}} bzw. Nettoreproduktionszahl {\displaystyle R}:
{\displaystyle I(t)=R\,I(t-D)}
wobei am Anfang der Epidemie {\displaystyle R} als {\displaystyle R_{0}} bezeichnet wird, ergibt sich
{\displaystyle I(t)-I(t-D)=\left(R-1\right)\,I(t-D)=\left(\beta \,{\frac {S(t-D)}{N}}-\gamma \right)\,D\,I(t-D)}
Damit ist
{\displaystyle R={\frac {\beta }{\gamma }}\,{\frac {S}{N}}}
und für {\displaystyle R_{0}}, da am Beginn der Epidemie {\displaystyle S\approx N}, ergibt sich:
{\displaystyle R_{0}={\frac {\beta }{\gamma }}}

## Mathematische Behandlung
Mit Hilfe des SIR-Modells können wir für gegebene Anfangswerte {\displaystyle I_{0},S_{0},\beta ,\gamma } bestimmen, ob der Krankheitsverlauf in einer Epidemie münden wird. Diese Frage ist äquivalent zu der Frage, ob die Zahl der Infizierten zum Zeitpunkt {\displaystyle 0} steigt. Betrachte die Ableitung:
{\displaystyle \left.{\frac {\mathrm {d} I}{\mathrm {d} t}}\right|_{t=0}=I_{0}\left({\frac {\beta S_{0}}{N}}-\gamma \right)>0\ \ {\text{für }}S_{0}>\rho :={\frac {\gamma }{\beta }}N}.
Hierbei nennen wir {\displaystyle \rho } den Schwellenwert einer Epidemie, da aus {\displaystyle S(t)\leq S_{0}} für alle Zeiten die Ungleichung {\displaystyle {\dot {S}}\leq 0} für alle {\displaystyle t\geq 0} folgt und für {\displaystyle S_{0}<\rho } die Epidemie abflaut:
{\displaystyle {\dot {I}}(t)=I\left({\frac {\beta S}{N}}-\gamma \right)\leq 0}.
für alle {\displaystyle t\geq 0}.
Eine Epidemie tritt im SIR-Modell also genau dann auf, wenn {\displaystyle S_{0}>\rho } ist. Dies ist eine wesentliche Aussage des Modells, auch als Schwellwert-Theorem bekannt. Um eine Epidemie zu starten, muss eine Mindestdichte von Infizierbaren vorhanden sein. Wird die Zahl der Infizierbaren im Lauf der Epidemie umgekehrt unter diese Schwelle gedrückt, erlischt die Epidemie.

### Maximale Zahl der Infizierten
Aus den obigen Differentialgleichungen für {\displaystyle I} und {\displaystyle S} folgt:
{\displaystyle {\frac {\mathrm {d} I}{\mathrm {d} S}}=-{\frac {(\beta S-\gamma N)I}{\beta SI}}=-1+{\frac {\rho }{S}}}.
Integration durch Trennung der Variablen liefert:
{\displaystyle I(t)+S(t)-\rho \ln S(t)=I_{0}+S_{0}-\rho \ln S_{0}={\text{const.}}}
mit {\displaystyle \ln } der Logarithmusfunktion. Die Funktion {\displaystyle I+S-\rho \ln S} ist ein erstes Integral des Systems und konstant auf den Trajektorien des Systems im durch {\displaystyle I} und {\displaystyle S} gegebenen Phasenraum. Die maximale Zahl der Infizierten ergibt sich offensichtlich für {\displaystyle S_{0}\geq \rho } und bei {\displaystyle S(t)=\rho }. Mit der obigen Gleichung ergibt sich unter Annahme von {\displaystyle R(0)=0}:
{\displaystyle I_{\text{max}}=-\rho +\rho \ln(\rho )+I_{0}+S_{0}-\rho \ln S_{0}=N-\rho +\rho \ln \left({\frac {\rho }{S_{0}}}\right)}
Setzt man {\displaystyle S_{0}=N} und {\displaystyle I_{0}=0} sowie {\displaystyle \rho ={\frac {N}{R_{0}}}} erhält man:
{\displaystyle I_{\text{max}}={\frac {N}{R_{0}}}\left(R_{0}-1-\ln R_{0}\right)}
Aus den ersten Integralen ergibt sich auch die Gleichung für {\displaystyle S(\infty )} („final size equation“):
{\displaystyle \ln {\frac {S(\infty )}{N}}=R_{0}\cdot \left({\frac {S(\infty )}{N}}-1\right)}
aus den Werten für {\displaystyle t=0} (mit {\displaystyle S_{0}=N,I_{0}=0}) und {\displaystyle t=\infty } (mit {\displaystyle I(\infty )=0}). Die Gleichung kann zur Bestimmung von {\displaystyle S(\infty )} benutzt werden. Insbesondere ergibt sich für {\displaystyle R_{0}<1} die Lösung {\displaystyle {\frac {S(\infty )}{N}}=1}, das heißt, es gibt keinen Ausbruch.

### Zahl der „Überlebenden“
Es stellt sich auch die Frage, ob die Epidemie überhaupt „überlebt“ wird, das heißt, ob am Ende noch Suszeptible übrigbleiben. Dazu berechnen wir {\displaystyle S(\infty )}, also {\displaystyle S(t)} mit der Zeit {\displaystyle t} gegen Unendlich ({\displaystyle \infty }). Analog ergibt sich aus den obigen Differentialgleichungen
{\displaystyle {\frac {\mathrm {d} S}{\mathrm {d} R}}=-{\frac {S}{\rho }}},
deren Lösung
{\displaystyle S=S_{0}\exp \left(-{\frac {R}{\rho }}\right)\geq S_{0}\exp \left(-{\frac {N}{\rho }}\right)>0}
ist, mit der Exponentialfunktion {\displaystyle \exp }.
Damit folgt offensichtlich {\displaystyle 0<S(\infty )<N}, es wird also nicht die gesamte Population infiziert. Aus {\displaystyle \lim _{t\to \infty }{\frac {\mathrm {d} S}{\mathrm {d} t}}=-{\frac {\beta }{N}}I(\infty )S(\infty )=0} folgt damit außerdem {\displaystyle I(\infty )=0}. Es zeigt sich, dass es am Ende einer Epidemie weniger an Suszeptiblen als eher an Infizierten mangelt!

## Näherungen: Reduziere Zahl der Parameter

Das in den Lösungen des SIR-Modells vorkommende Quadrat des Sekans hyperbolicus (rot) hat eine noch steilere Flanke als der Sekans hyperbolicus selbst.

Wenn wir die Anfangswerte {\displaystyle I_{0},S_{0},\beta ,\gamma } kennen, können wir mit den obigen Differentialgleichungen schnell die Dynamik einer Krankheit bestimmen. Oft lassen sich aber gerade diese Konstanten nur schwer bestimmen, weshalb wir im Folgenden die obigen Gleichungen nähern wollen.
Aus den besprochenen Differentialgleichungen folgt sofort
{\displaystyle {\begin{aligned}{\frac {\mathrm {d} R}{\mathrm {d} t}}=\gamma (N-R-S)=\gamma \left(N-R-S_{0}\exp \left(-{\frac {R}{\rho }}\right)\right).\end{aligned}}}
Die Gleichung vereinfacht sich zu einer riccatischen Differentialgleichung, wenn {\displaystyle \exp \left(-{\frac {R}{\rho }}\right)} durch die ersten 3 Summanden der Taylorreihe um {\displaystyle {\frac {R}{\rho }}=0} angenähert wird:
{\displaystyle {\frac {\mathrm {d} R}{\mathrm {d} t}}=\gamma \left(N-S_{0}\right)+\gamma \left({\frac {S_{0}}{\rho }}-1\right)R-\gamma {\frac {S_{0}}{2\rho ^{2}}}R^{2}=-\gamma {\frac {S_{0}}{2\rho ^{2}}}R^{2}+\gamma \left({\frac {S_{0}}{\rho }}-1\right)R+\gamma \left(N-S_{0}\right)}
also
{\displaystyle R(t)={\frac {\rho ^{2}}{S_{0}}}\left(\left({\frac {S_{0}}{\rho }}-1\right)+\alpha \operatorname {tanh} \left({\frac {\alpha \gamma \,t}{2}}-\phi \right)\right)}
wobei eingeführt wurden:
{\displaystyle \alpha ={\sqrt {\left({\frac {S_{0}}{\rho }}-1\right)^{2}+2\,{\frac {S_{0}(N-S_{0})}{\rho ^{2}}}}}}
{\displaystyle \phi =\tanh ^{-1}\left({\frac {1}{\alpha }}\left({\frac {S_{0}}{\rho }}-1\right)\right)}
Die Funktion {\displaystyle \operatorname {sech} } ist der Sekans hyperbolicus und {\displaystyle \operatorname {tanh} } der Tangens hyperbolicus, {\displaystyle \tanh ^{-1}} dessen Umkehrfunktion.
Damit lässt sich die Differentialgleichung für {\displaystyle R} mit nur drei Parametern ausdrücken:
{\displaystyle {\frac {\mathrm {d} R}{\mathrm {d} t}}={\frac {\gamma \,\alpha ^{2}\rho ^{2}}{2S_{0}}}\operatorname {sech} ^{2}\left({\frac {\alpha \gamma \,t}{2}}-\phi \right)=B\cdot \operatorname {sech} ^{2}\left({\frac {A\cdot t}{2}}-\phi \right)}
Diese drei Parameter sind also {\displaystyle A=\alpha \gamma } (bei dem anfänglich exponentiellen Wachstum entspricht {\displaystyle A={\frac {\ln 2}{t_{d}}}} mit {\displaystyle t_{d}} der Verdopplungszeit), die Phase {\displaystyle \phi } und {\displaystyle B={\frac {\gamma \,\alpha ^{2}\rho ^{2}}{2S_{0}}}=\gamma \cdot I_{\text{max}}}. Je nach Datenlage kann hierbei die Differentialgleichung oder die implizite Gleichung für {\displaystyle R(t)} verwendet werden.
Setzt man {\displaystyle I_{0}=0} und {\displaystyle S_{0}>\rho } erhält man {\displaystyle \alpha ={\frac {S_{0}}{\rho }}-1} und damit:
{\displaystyle R(t)={\frac {\rho ^{2}}{S_{0}}}\left({\frac {S_{0}}{\rho }}-1\right)\left(1+\operatorname {tanh} \left({\frac {\gamma }{2}}\left({\frac {S_{0}}{\rho }}-1\right)t-\phi \right)\right)}
Mit {\displaystyle \lim _{t\to \infty }\operatorname {tanh} \left(at+b\right)=1} erhält man einen Näherungswert für das „Ausmaß der Epidemie“ {\displaystyle R(\infty )=S_{0}-S(\infty )}:
{\displaystyle R(\infty )=S_{0}-S(\infty )=2\rho \left(1-{\frac {\rho }{S_{0}}}\right)}
Damit erhält man den zweiten Teil des Schwellwerttheorems. Sei am Anfang {\displaystyle S_{0}=\rho +v} mit {\displaystyle v>0}, dann ist das „Ausmaß der Epidemie“:
{\displaystyle R(\infty )=2\rho {\frac {v}{\rho +v}}\approx 2v}
und {\displaystyle S(\infty )=\rho -v}. Die Anzahl suszeptibler Personen ist am Ende um {\displaystyle 2v} gegenüber dem Stand vor der Epidemie reduziert.
Für die Zahl der Infizierten ergibt sich gemäß der letzten Differentialgleichung im SIR-Modell:
{\displaystyle I(t)={\frac {1}{\gamma }}{\frac {\mathrm {d} R}{\mathrm {d} t}}={\frac {\alpha ^{2}\rho ^{2}}{2S_{0}}}\operatorname {sech} ^{2}\left({\frac {\alpha \gamma \,t}{2}}-\phi \right)}
Der Verlauf von {\displaystyle I(t)} hat die Form einer Glockenkurve mit anfangs exponentiellem Anstieg. Kermack und McKendrick fanden zum Beispiel für die Pestepidemie in Bombay 1905/06 (mit fast immer tödlichem Ausgang, so dass {\displaystyle \gamma \approx 1}, als Zeiteinheit für die Raten wurde eine Woche genommen) gute Übereinstimmung mit:
{\displaystyle I(t)\approx {\frac {\mathrm {d} R}{\mathrm {d} t}}=890\cdot \operatorname {sech} ^{2}\left(0{,}2\cdot t-3{,}4\right)}
Die gute Übereinstimmung machte dies zu einem häufig zitierten Beispiel in der mathematischen Epidemiologie, ist aber auch kritisiert worden.
David George Kendall fand 1956 exakte Lösungen für {\displaystyle R(t)} und das SIR-Modell, doch werden die Differentialgleichungen meist numerisch gelöst.

## Erweiterung des Modells

Dieses SIRD-Modell stellt den zeitlichen Verlauf der vier Gruppen S, I, R und D dar für die Startwerte,, sowie Infektionsrate (identisch mit Werten der Grafik für das SIR-Modell oben), einer Rate für die Gruppe R sowie Mortalitätsrate

Will man die Toten separat betrachten (statt zur Gruppe R hinzuzurechnen), so kann man es zum SIRD-Modell (Susceptible-Infected-Recovered-Deceased-Model) erweitern. Hierbei gehören zur Gruppe R nur die Individuen, welche die Krankheit überlebt haben und immun geworden sind, und die Gestorbenen bilden eine eigene Gruppe D.
Hierbei ist folgendes System von Differentialgleichungen zu lösen:
{\displaystyle {\frac {\mathrm {d} S}{\mathrm {d} t}}=-\beta \cdot {\frac {S\cdot I}{N}}}
{\displaystyle {\frac {\mathrm {d} I}{\mathrm {d} t}}=\beta \cdot {\frac {S\cdot I}{N}}-\gamma \cdot I-\mu \cdot I}
{\displaystyle {\frac {\mathrm {d} R}{\mathrm {d} t}}=\gamma \cdot I}
{\displaystyle {\frac {\mathrm {d} D}{\mathrm {d} t}}=\mu \cdot I}
Zum Zeitpunkt {\textstyle t} gibt {\textstyle R(t)} die Zahl der Genesenen und {\textstyle D(t)} die Anzahl der an der Krankheit Verstorbenen an. Weiter bedeutet {\textstyle \gamma } die Rate, mit der Infizierte gesunden, und {\textstyle \mu } die Mortalitätsrate, mit der Infizierte versterben. {\textstyle S(t)}, {\textstyle I(t)} sowie Transmissionsrate {\textstyle {\frac {\beta }{N}}} haben dieselbe Bedeutung wie beim SIR-Modell.
Eine weitere Modifikation berücksichtigt die Impfung von Neugeborenen mit einem Anteil {\displaystyle p}:
{\displaystyle {\frac {\mathrm {d} S}{\mathrm {d} t}}=\nu (1-p)\,N-\beta {\frac {S\,I}{N}}-\mu \,S}
{\displaystyle {\frac {\mathrm {d} I}{\mathrm {d} t}}=\beta {\frac {S\,I}{N}}-\gamma \,I-\mu \,I}
{\displaystyle {\frac {\mathrm {d} R}{\mathrm {d} t}}=\gamma \,I+p\nu N-\mu \,R}
Es gibt auch Varianten, in denen zwei (oder mehr) Bevölkerungsgruppen betrachtet werden, zum Beispiel die Wechselwirkung einer Kerngruppe, die besonders aktiv eine Infektion befördert, mit der Restpopulation.
Stochastische SIR-Modelle dienen der Untersuchung kleinerer Populationen, die mit deterministischen Modellen nicht gut behandelt werden können. Dabei werden nur ganzzahlige Werte der Populationsanteile betrachtet und statistische Verteilungen für die Übergangsraten wie {\displaystyle \beta }. Der Verlauf von Epidemien ist hier nicht deterministisch vorbestimmt, d. h. eine Epidemie kann auch bei {\displaystyle R_{0}>1} stoppen, wenn zufällig in der Infektionsperiode (infektiöse Periode, d. h. der Zeitspanne, in der ein Infizierter die Infektion übertragen kann) keine Kontakte stattfinden. Meist werden Simulationen (üblicherweise mit Monte-Carlo-Verfahren) mit den gleichen Parametern mehrfach durchgeführt und die Ergebnisse dann statistisch ausgewertet.
Eine Variante, die Quarantänemaßnahmen und Isolierungsmaßnahmen wie Soziale Distanzierung berücksichtigt, wurde für die Erklärung subexponentiellen Wachstums, das heißt Wachstum der Infizierten gemäß einem Potenzgesetz in der Zeit, bei COVID-19 in China ab Ende Januar 2020 herangezogen (SIR-X-Modell). Die Differentialgleichungen lauten in diesem Fall nach Dirk Brockmann und Benjamin Maier (mit Anpassung an die hier gebrauchte Form der SIR-Gleichungen):
{\displaystyle {\frac {\mathrm {d} S}{\mathrm {d} t}}=-\beta {\frac {S\,I}{N}}-\kappa _{0}S}
{\displaystyle {\frac {\mathrm {d} I}{\mathrm {d} t}}=\beta {\frac {S\,I}{N}}-\gamma \,I-\kappa _{0}I-\kappa I}
{\displaystyle {\frac {\mathrm {d} R}{\mathrm {d} t}}=\gamma \,I+\kappa _{0}S}
{\displaystyle {\frac {\mathrm {d} X}{\mathrm {d} t}}=(\kappa +\kappa _{0})\,I}
Dabei ist {\displaystyle X} eine neu eingeführte Gruppe von symptomatischen infizierten Personen in Quarantäne und Isolation. Sie soll auch dem empirischen Vergleich mit den offiziell gemeldeten und bestätigten Fällen dienen. {\displaystyle R} sind die aus dem weiteren Infektionsgeschehen im Modell Entfernten (removed), entweder weil verstorben, genesen oder durch die allgemeinen Isolationsmaßnahmen, so weit sie nicht unter {\displaystyle X} fallen. Die allgemeinen Maßnahmen zur Kontaktreduzierung werden mit {\displaystyle \kappa _{0}} beschrieben (soziale Distanzierung u. a.) und betreffen Infizierte und nicht Infizierte gleichermaßen, die speziellen Quarantänemaßnahmen für Infizierte mit dem Koeffizienten {\displaystyle \kappa }. Entfallen die jeweiligen Maßnahmen ist {\displaystyle \kappa =\kappa _{0}=0}. Es ergibt sich ein neues effektives
{\displaystyle R_{0,e}={\frac {\beta }{{\gamma }_{e}}}=\beta \cdot T_{i,e}}
mit einer effektiven Infektionsperiode
{\displaystyle T_{i,e}={\frac {1}{{\gamma }_{e}}}={\frac {1}{\gamma +\kappa +\kappa _{0}}}}.
Dieses neue effektive {\displaystyle R_{0,e}} ist kleiner als {\displaystyle R_{0}}. Eine andere Methode den Einfluss von isolierenden Maßnahmen zu simulieren besteht darin, für {\displaystyle \beta } zeitlich variable Ansätze zu machen.
Andere Ansätze erweitern das Basis-Modell um mehrere Gruppen, die im Falle eines größeren Ausbruchs oder gar einer Epidemie relevante Einblicke in die Ausbreitungsdynamik und den möglichen Einfluss von Gegenmaßnahmen bieten. Dazu gehören Beispielsweise die Einführung von Gruppen für geimpfte Personen und eine Unterscheidung von diagnostizierten und unentdeckten Infektionen. Je nach Krankheit und Übertragungsweg können weitere Gruppen für eine Vektorpopulation oder in der Umwelt verbreitete Pathogene (z.B. bei Schmierinfektionen oder kontaminierten Wasserreservoirs) nötig sein. Dies ermöglicht in der Analyse von Maßnahmen auch die Berücksichtigung von Impfkampagnen, Quarantäne-Vorschriften, freiwilligem Social-Distancing oder eine Anpassung der Test-Strategie. Ein solches Modell schlagen Sticha et al. in ihrer Arbeit vor.
Eine weitere Erweiterung besteht darin, nicht die Gesamtzahl der Infizierten, sondern deren Dichte (Zahl der Infizierten pro Flächeneinheit) zu berechnen, sodass auch die Verteilung der Infizierten im Raum betrachtet werden kann. Hierzu wird das gewöhnliche SIR-Modell um Diffusionsterme erweitert:
{\displaystyle {\begin{aligned}&\partial _{t}S=D_{S}\nabla ^{2}S-{\frac {\beta IS}{N}},\\[6pt]&\partial _{t}I=D_{I}\nabla ^{2}I+{\frac {\beta IS}{N}}-\gamma I,\\[6pt]&\partial _{t}R=D_{R}\nabla ^{2}R+\gamma I,\end{aligned}}}
wobei {\displaystyle D_{S}}, {\displaystyle D_{I}} und {\displaystyle D_{R}} Diffusionskonstanten sind. Auf diese Weise erhält man eine Reaktions-Diffusions-Gleichung. (Damit die Einheiten korrekt sind, muss der Parameter {\displaystyle \beta } modifiziert werden.) SIR-Modelle mit Diffusion wurden beispielsweise zur Beschreibung der Ausbreitung der Pest in Europa verwendet. Erweiterte raumzeitliche SIR-Modelle ermöglichen die Beschreibung von kontaktreduzierenden Maßnahmen (social distancing).
Auch für Infektionsmodelle mit Diffusion kann eine Basisreproduktionszahl {\displaystyle R_{0}}  definiert werden. Mehrere Arbeiten haben dies für SIS-Modelle geleistet. Später wurde {\displaystyle R_{0}} für ein SIR-Modell mit Diffusion berechnet.
Es ist bemerkenswert, dass alle diese Arbeiten zu dem Schluss kommen, dass {\displaystyle R_{0}} eine fallende Funktion der Diffusionskonstanten {\displaystyle D_{I}} ist.
Das Diffusionsmodell gestattet die Anwendung von üblichen mathematischen Methoden, aber es ist wenig realistisch, denn die menschliche Mobilität ist anders geartet als die Diffusion eines Gases. Die meisten Menschen verlassen ihren Wohnsitz nur vorübergehend und können dann an verschiedenen Orten infiziert werden oder andere Menschen infizieren. Diesen Mechanismus beschrieb Kendall, indem er I(x,y,t) in den Gleichungen für S und I ersetzte durch das Integral {\displaystyle \int {I(x+u,y+v)h(u,v)dudv}}
wo der Term h(u,v) angibt, mit welcher Wahrscheinlichkeit eine infektiöse Person mit Wohnsitz in (x,y) auf eine Person mit Wohnsitz in der Nähe von (x+u, y+v) trifft. Wenn man I(x+u, y+v) in eine Taylorreihe nach u und v bis zum zweiten Grad entwickelt. dann erhält man eine partielle Differentialgleichung, in der die unbekannten Funktionen S und I auch in dem Produkt  {\displaystyle S\nabla ^{2}I} auftreten. Deshalb ist diese Gleichung schwieriger zu behandeln als eine Reaktions-Diffusions-Gleichung. Bailey hat den Ansatz von Kendall weiter entwickelt.
Ein von Matthias Kreck und Erhard Scholz entwickeltes an COVID-19 adaptiertes Modell berücksichtigt Effekte von Impfungen, Massentests und Mutanten. Das Modell wurde speziell auf die Entwicklung in Deutschland angewendet. Ein vergleichsweise milder Eingriff, der die Zeit bis zur Quarantäne um einen Tag reduziert kann zu einer drastischen Verbesserung führen, ebenso bestimmte Massentestungen. Das von Kreck und Scholz angepasste SIR-Modell weist im Unterschied zu dem Standard-SIR-Modell erhebliche Unterschiede auf, wenn die Kontaktraten nicht konstant sind. Die Modell-Reproduktionsrate weicht von der des RKI ab.